# Jardin d'hiver
Pour les articles homonymes, voir Jardin (homonymie), Hiver et Jardin d'hiver (chanson).

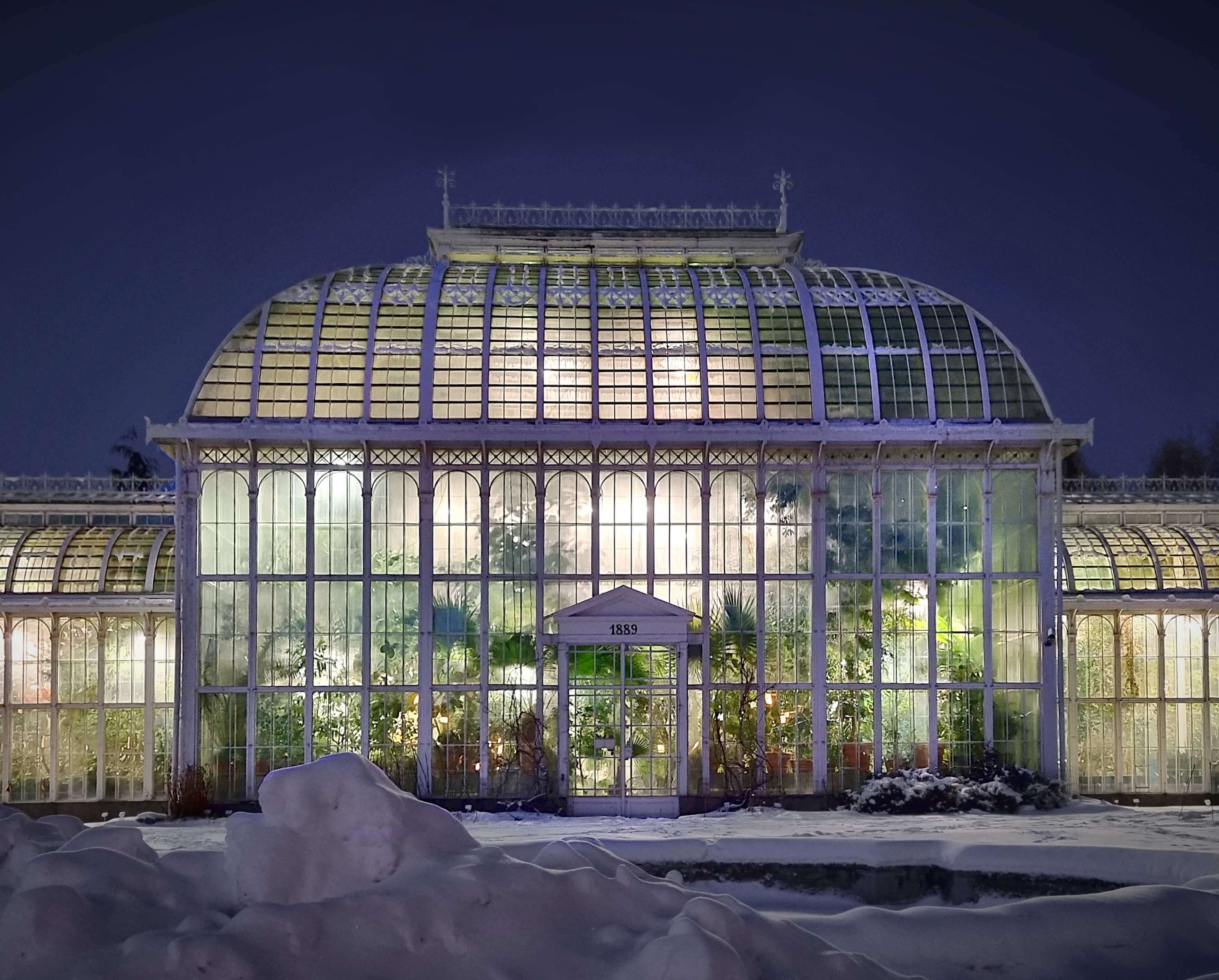
Jardin d'hiver d'Helsinki, en Finlande.

Un jardin d'hiver est un jardin cultivé sous une structure métallique publique largement vitrée, ou sous une véranda vitrée en prolongement d'une salle de séjour privée, chauffée ou non, pour abriter des plantes d'intérieur toute l'année, exotiques ou non, ou des plantes qui ne supportent pas le froid ou le gel de l'hiver.

## Histoire

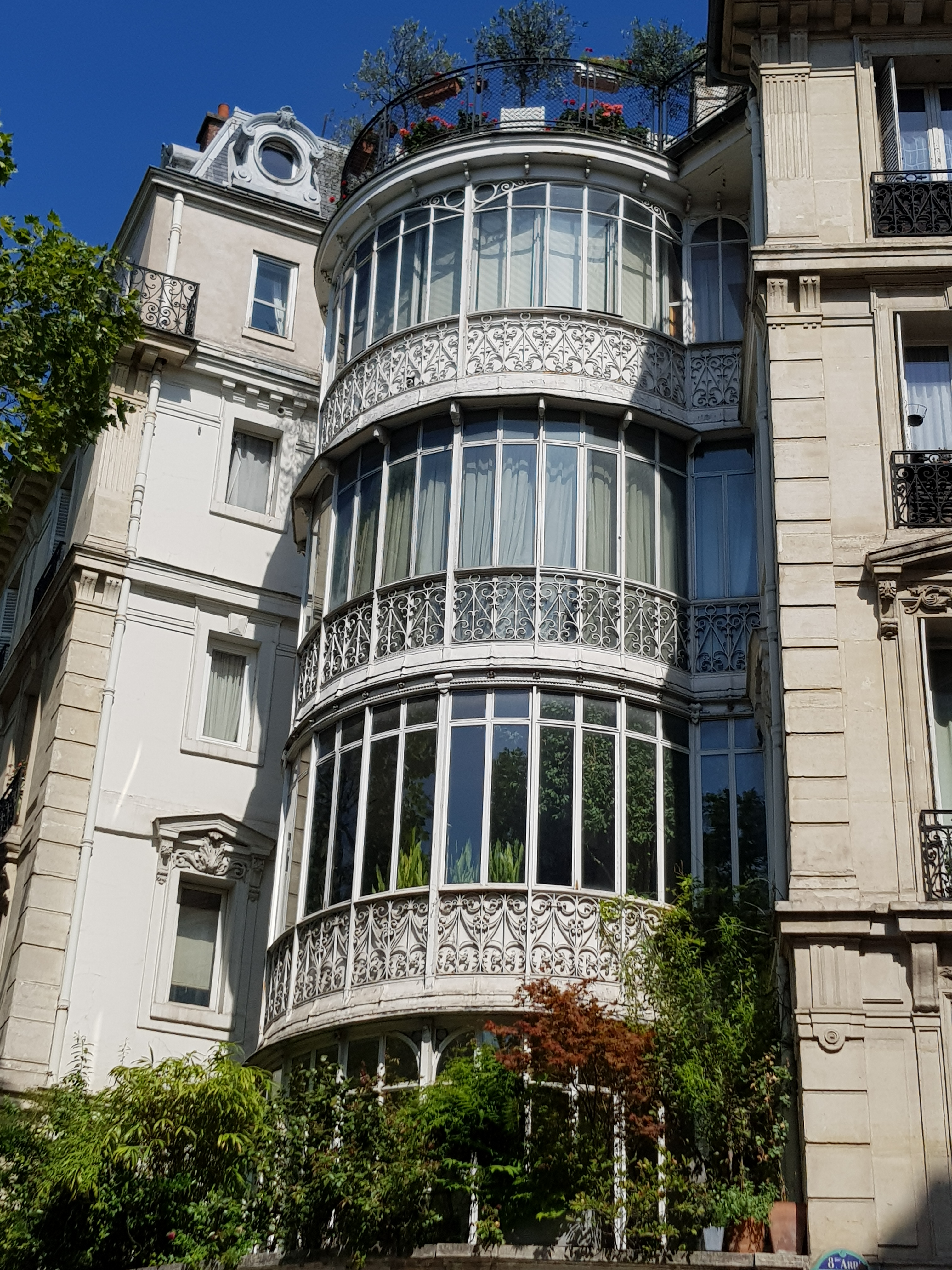
Immeuble des années 1860 du 32, boulevard Malesherbes à Paris.

À la suite des orangeries du XVIe siècle, les jardins d'hiver se développent avec l'essor de l'architecture métallique industrielle et des verrières de l'Art nouveau du XIXe siècle. C'est également un dispositif scientifique donnant à déchiffrer le monde, en particulier la nature exotique. Les serres jouent ainsi un rôle déterminant dans le développement de la recherche, notamment dans les domaines de la botanique, la zoologie, la minéralogie et de la biologie. Elles revêtent de plus un rôle pédagogique qui répond au souci de démocratisation du savoir du XIXe siècle, et servent de relais d’une part entre les spécialistes participant aux expéditions scientifiques qui approvisionnent les jardins d’hiver en spécimens horticoles inconnus, d’autre part le grand public friand d'exotisme.
La mode du jardin d’hiver se répand avec l’Exposition universelle de 1862 à Londres, et les serres se multiplient dans les capitales européennes. À Paris, le Jardin d’Hiver des Champs-Élysées ouvre en 1847, suivi par les nouvelles serres du Jardin des Plantes inaugurées en 1889,, et par le Palais d’Hiver du Jardin d'acclimatation en 1893, sans compter les serres réalisées dans le cadre des Expositions universelles de 1867, 1878, 1889 et 1900. 
Cette pièce d'agrément, chauffée, qui donne sur le jardin ou sur le parc, devient alors en vogue dans les châteaux du XIXe siècle, pour y accueillir des collections de plantes exotiques et de palmiers d'intérieur, cultivées en pots déplaçables. Ancêtre des vérandas, elle sert pour le thé ou des réceptions plus intimes. Guy de Maupassant décrit un jardin d'hiver dans son roman Bel-Ami de 1885, lorsque le protagoniste entre dans le salon parisien du rédacteur en chef de presse Charles Forestier : « […] il eut de nouveau la sensation de pénétrer dans une serre. De grands palmiers ouvraient leurs feuilles élégantes dans les autres coins de la pièce, montaient jusqu'au plafond, puis s’élargissaient en jets d’eau. Des deux côtés de la cheminée, des caoutchoucs, ronds comme des colonnes, étageaient l’une sur l'autre leurs longues feuilles d’un vert sombre, et sur le piano deux arbustes inconnus, ronds et couverts de fleurs, l’un tout rose et l’autre tout blanc, avaient l’air de plantes factices, invraisemblables, trop belles pour être vraies. »

Quelques jardins d'hiver
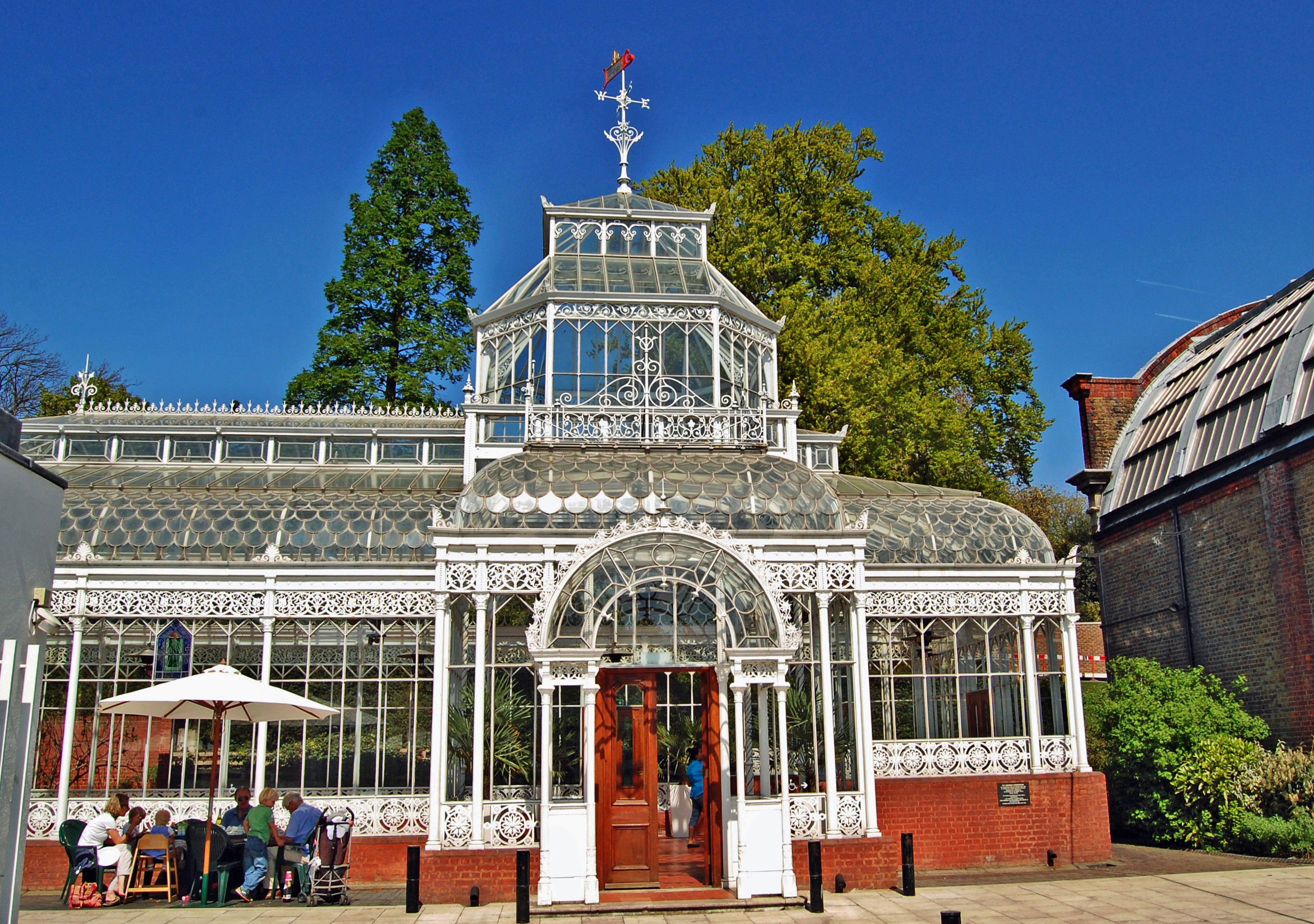
Jardin d'hiver du musée Horniman à Londres.
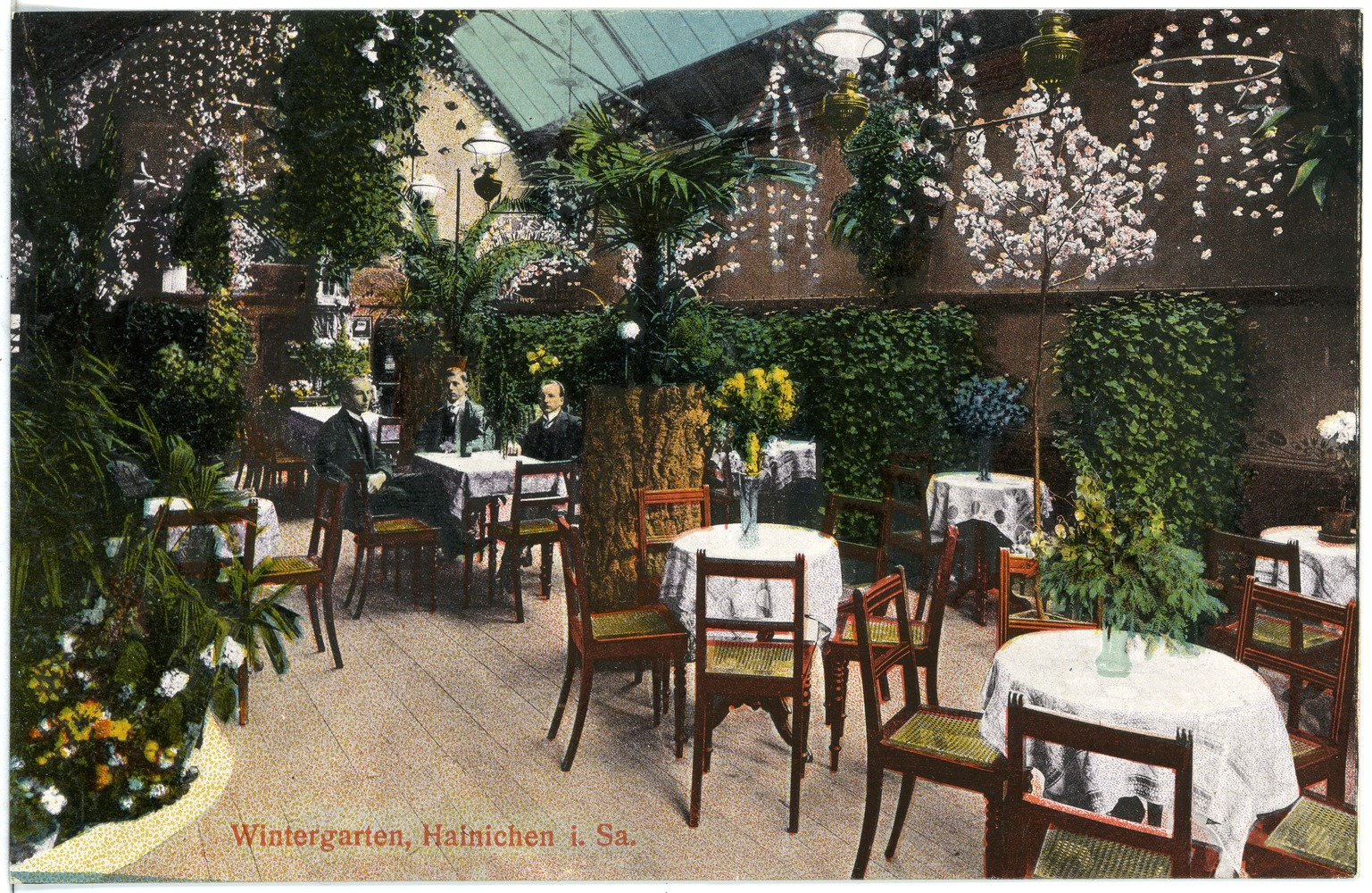
Restaurant jardin d'hiver de Hainichen en Allemagne.
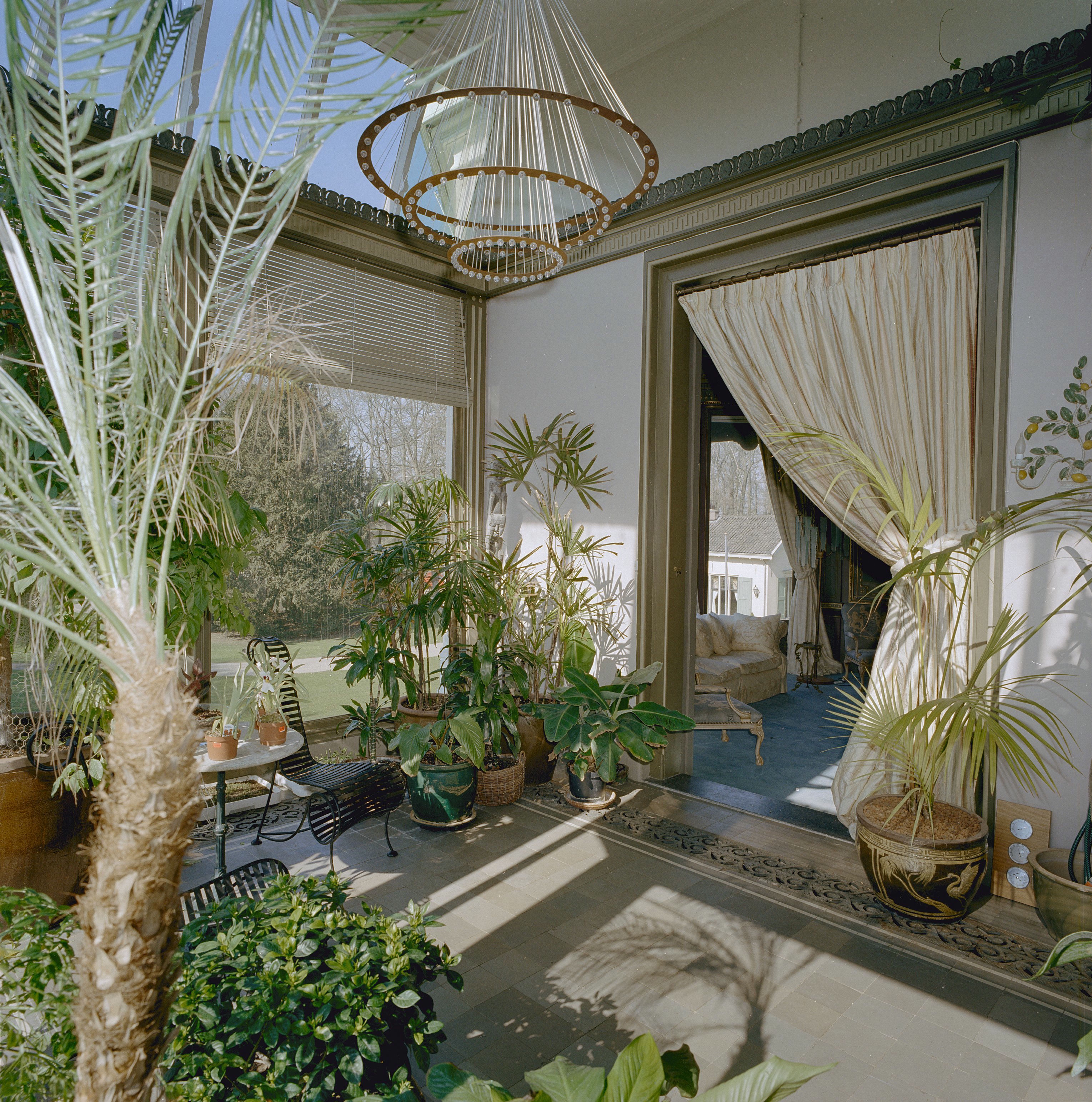
Pays-Bas.
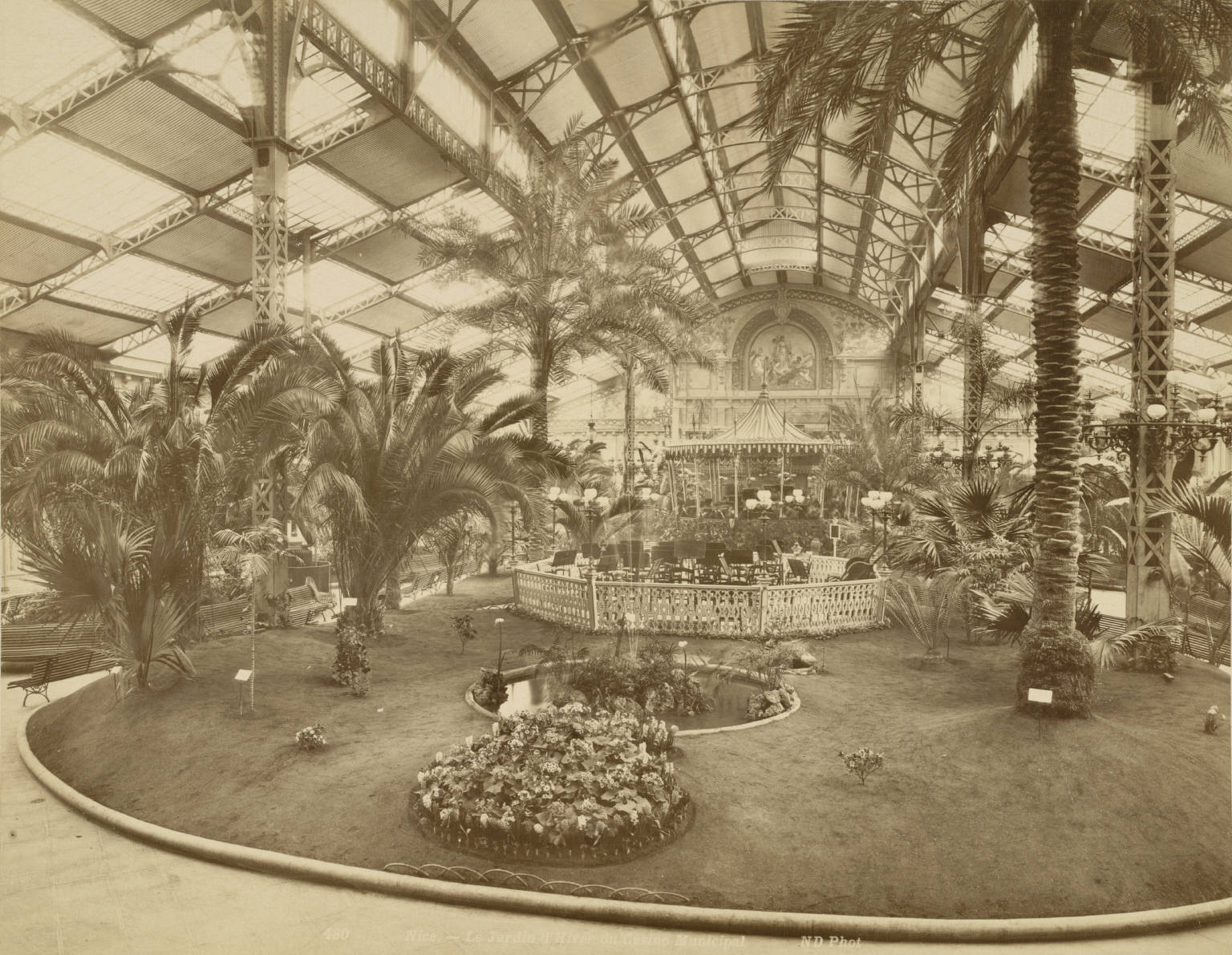
Ancien jardin d'hiver du casino municipal de Nice à la fin du XIXe siècle.
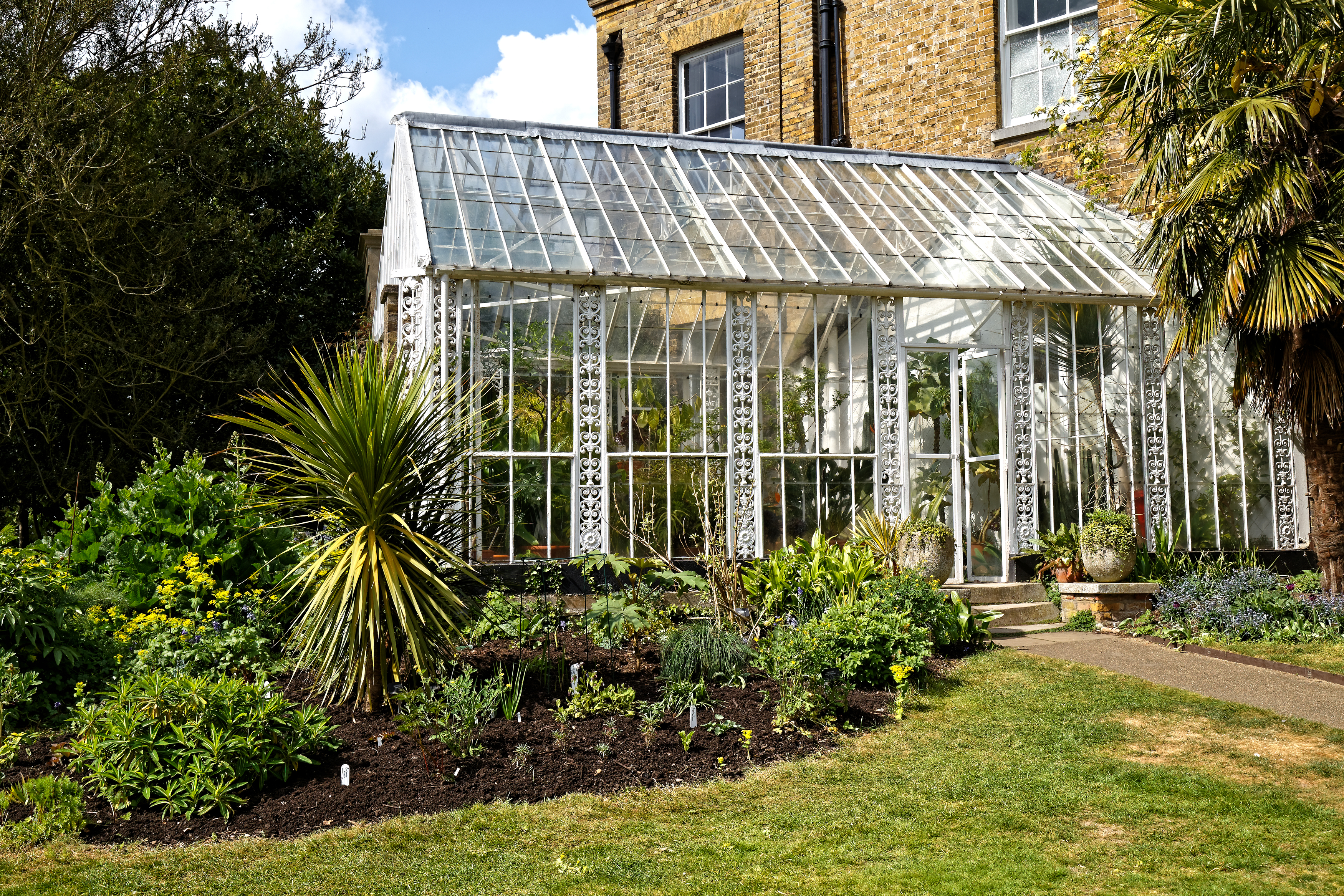
Myddelton House (Londres).
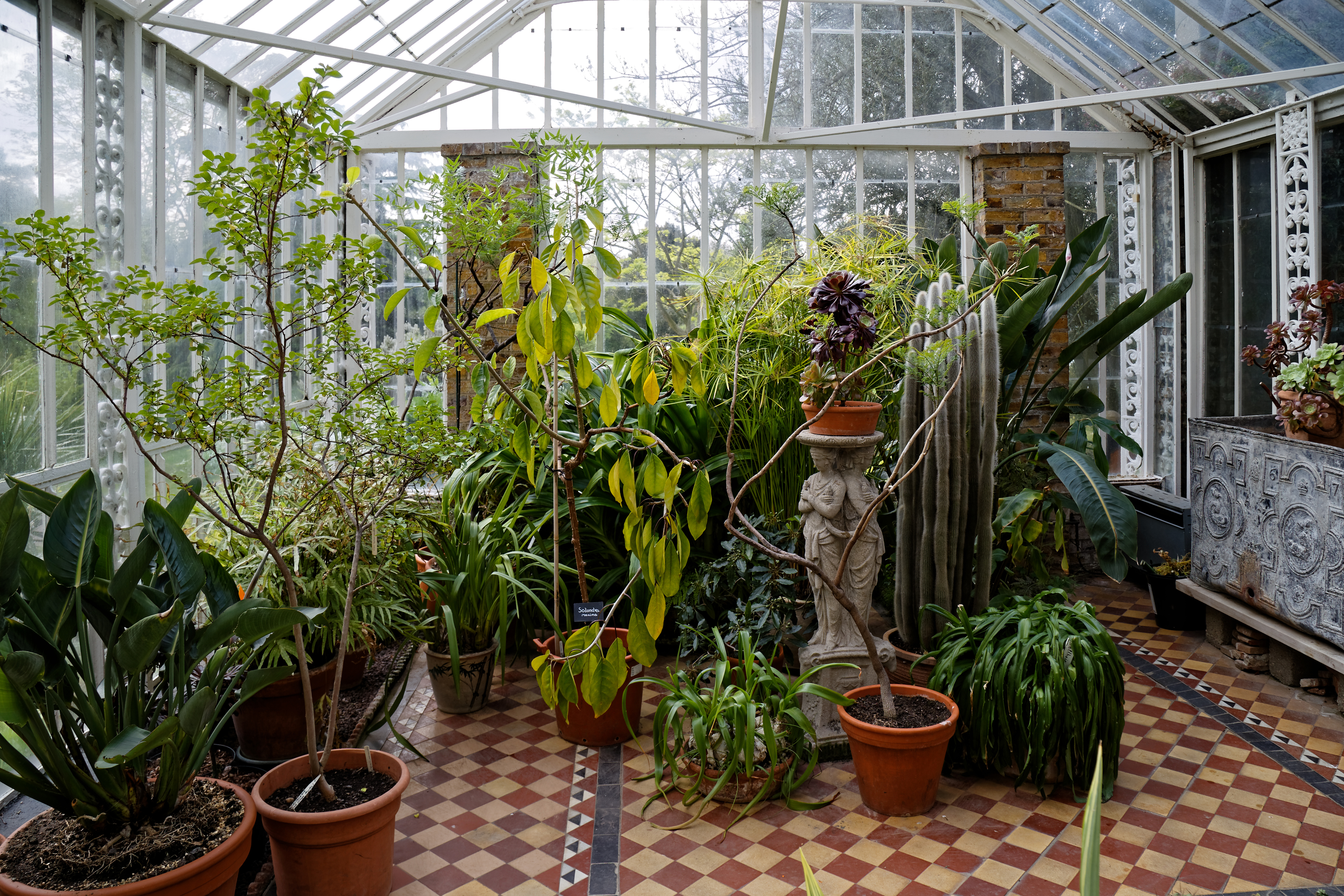
Myddelton House (Londres).
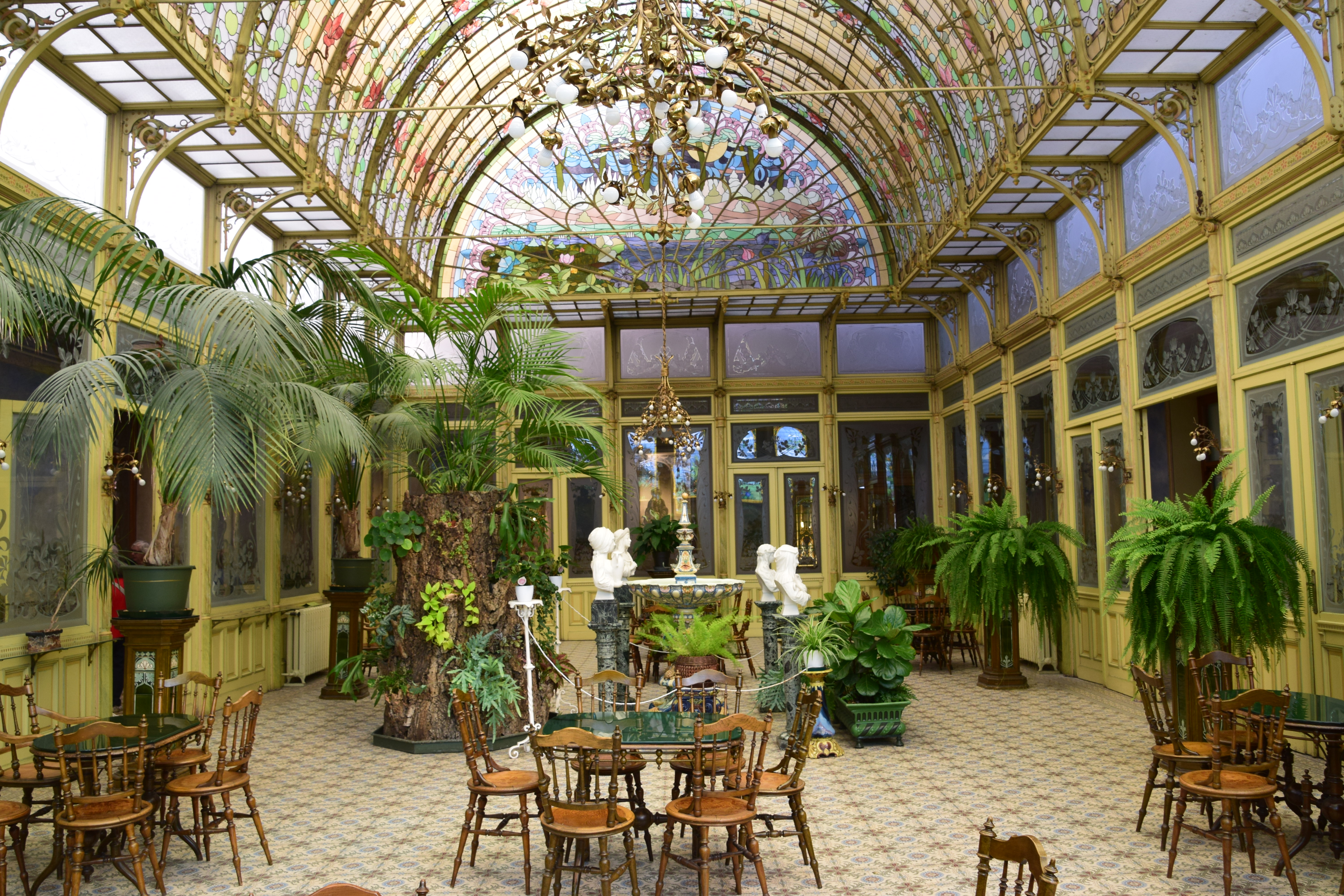
Ursulines Art nouveau de Wavre-Sainte-Catherine en Belgique.
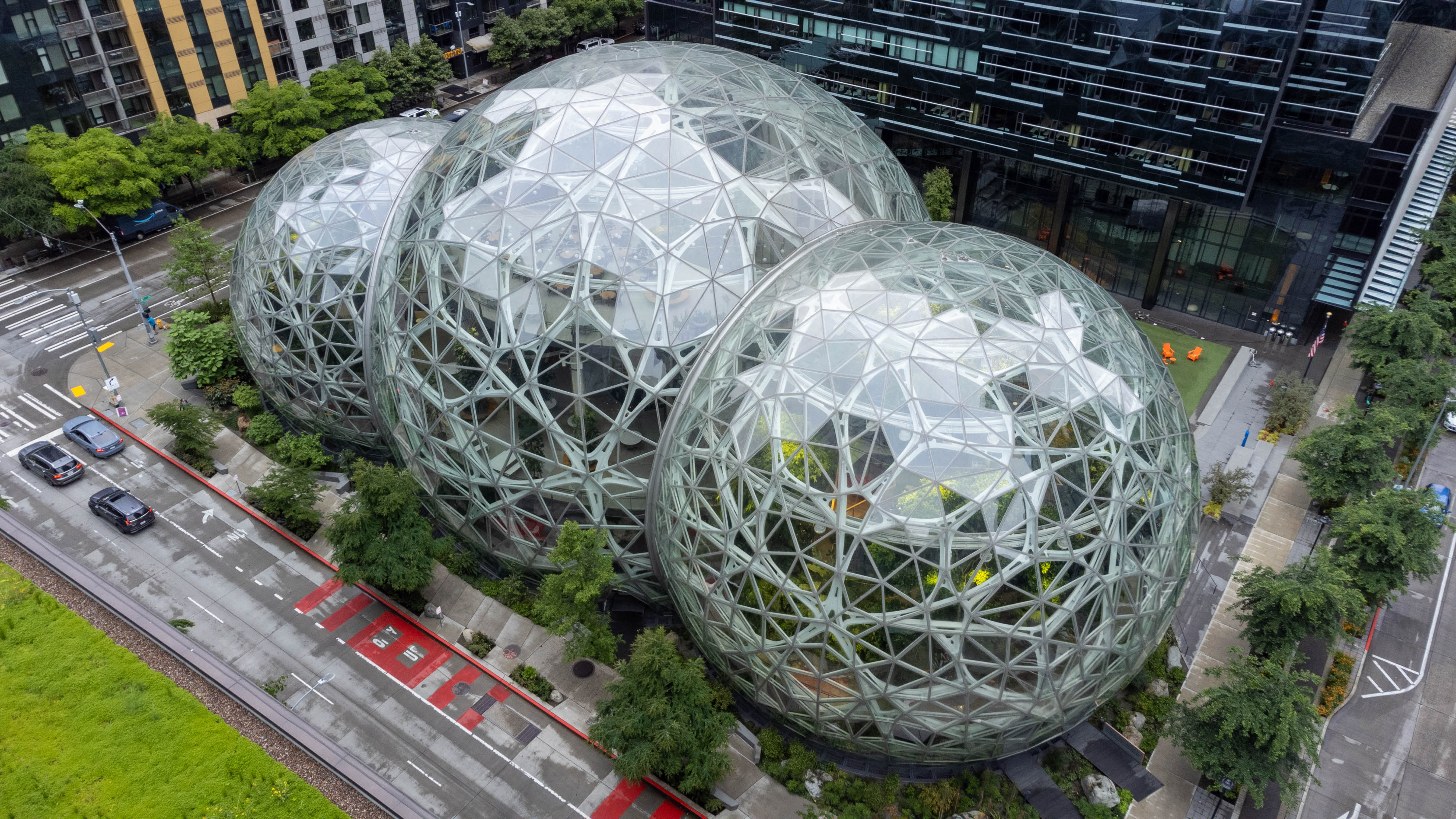
Amazon Spheres de Seattle (États-Unis).
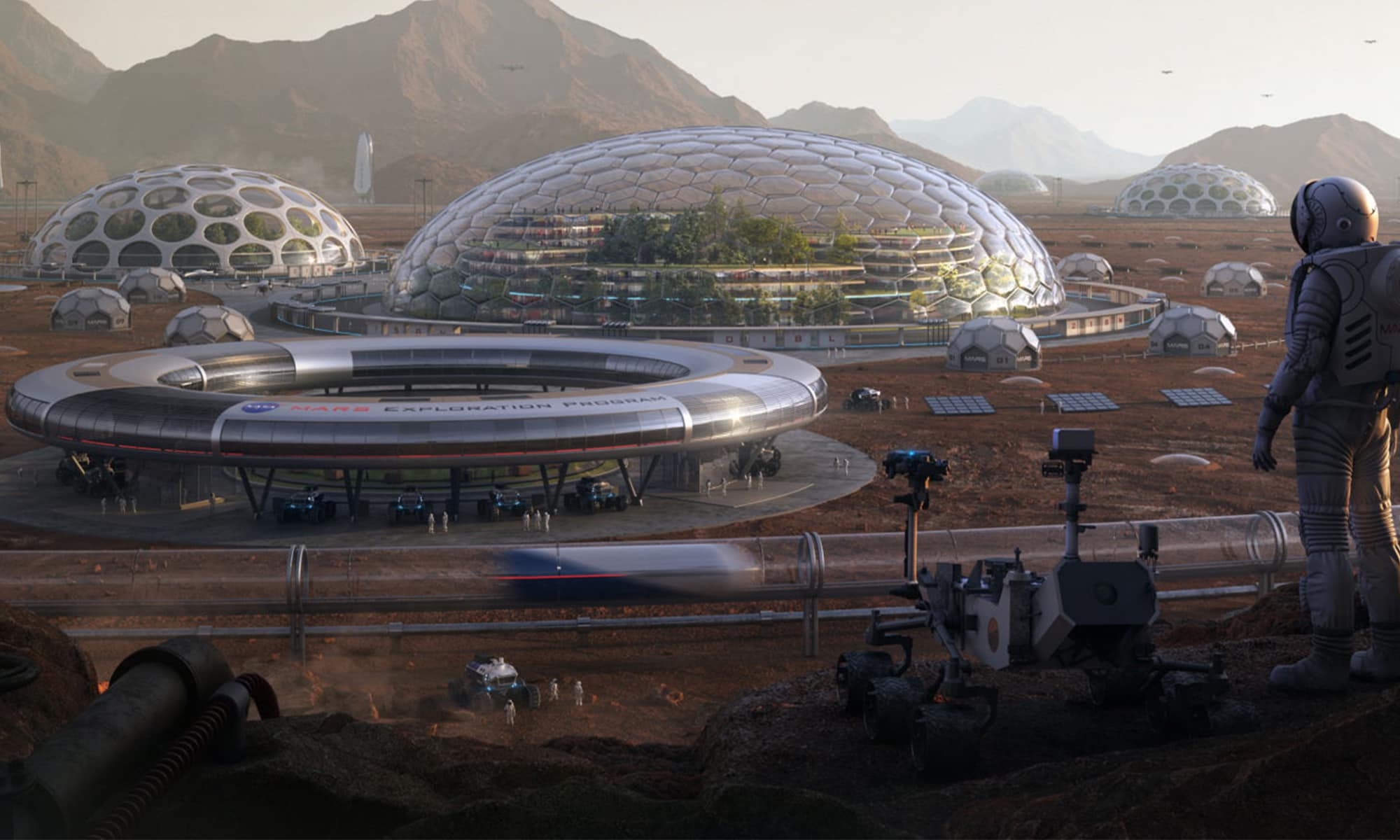
Jardins d'hiver futuriste de dômes géodésiques d'habitat sur Mars.

À ce jour, les jardins d'hiver sont un prolongement des pièces à vivre, faisant la transition entre la maison et le jardin lui-même, et donnent souvent sur une terrasse. Parfois même, les jardins d'hiver sont aménagés dans des patios couverts d'une verrière.
Le jardin d'hiver ne doit pas être confondu avec une serre située à l'extérieur de la maison et uniquement destinée à la culture en intérieur.

## Musique
- 1999 : Jardin d'hiver, chanson coécrite par Benjamin Biolay et Keren Ann[6].